# Васил Трифонов
Васил Трифонов (Трифунов) е български общественик и публицист от началото на XX век.

## Биография
Васил Трифонов е роден в леринското село Горно Върбени, тогава в Османската империя. Присъединява се към ВМОРО. През 1899 година заедно с Георги Попхристов организира село Прекопана към революционното движение. По това време е учител в Неволяни, а през учебната 1902 – 1903 година е учител в Четирок. Участва в Илинденско-Преображенското въстание от юли 1903 година.
Васил Трифонов е дългогодишен секретар на Леринската българска община, тогава в Османската империя. След закриването на общината от новите гръцки власти през 1913 година се установява в България.
Участва като делегат от Леринското благотворително братство в обединителния конгрес на Македонската федеративна организация и Съюза на македонските емигрантски организации от януари 1923 година. През 1927 година влиза в настоятелството на Леринското братство.
Дългогодишен член е на Илинденската организация, а от 1936 година е и неин секретар.
Емигрира в САЩ, където е дописник на вестник „Народен глас“.

## Трудове
- Трифуновъ, В. Нападение на сватбата в с. Неволяни, Леринско //  „Илюстрация Илиндень“ XII (8 (118).   София, октомврий 1940. с. 11 - 12.
- Трифоновъ, В. Себеотрицанието на мекедонския четникъ (изъ революционно Леринско) //  Илюстрация Илиндень XI (8 (108).   Издание на Илинденската Организация, октомврий 1939. с. 11.
- Трифуновъ, В. Екши-Су, леринско, прѣзъ илинденското възстание //  Сборник Илинден 1903 - 1925. Въ паметь на голѣмото македонско възстание.   София, Издава Македонското студенство дружество „Вардаръ“. Печатница П. Глушковъ, 1925. с. 49 - 51.
- Трифоновъ, Вас. С. Прекопана - Леринско //  Илюстрация Илиндень 10 (120).   София, декемврий 1940. с. 8.
- Трифуновъ, В. Нападение на сватбата в с. Неволяни, Леринско //  „Илюстрация Илиндень“ XII (8 (118).   София, октомврий 1940. с. 11 - 12.
- Трифоновъ, В. Себеотрицанието на мекедонския четникъ (изъ революционно Леринско) //  Илюстрация Илиндень XI (8 (108).   Издание на Илинденската Организация, октомврий 1939. с. 11.
- Трифуновъ, В. Екши-Су, леринско, прѣзъ илинденското възстание //  Сборник Илинден 1903 - 1925. Въ паметь на голѣмото македонско възстание.   София, Издава Македонското студенство дружество „Вардаръ“. Печатница П. Глушковъ, 1925. с. 49 - 51.